# Алексеев, Алексей Петрович (актёр)
Алексе́й Петро́вич Алексе́ев (2 октября 1915, Летяги, Костромская губерния — 16 мая 1998, Москва) — советский, российский актёр театра и кино. Заслуженный артист РСФСР (1986).

## Биография
Алексей Петрович Алексеев родился 2 октября 1915 года в деревне Летяги Кинешемского уезда Костромской губернии (ныне Вичугского района Ивановской области) в купеческой семье.
Работал контролёром по хлопку на текстильном комбинате в городе Наволоки, чертёжником на торфяном предприятии и на машиностроительном заводе в городе Комсомольске.
Окончил актёрскую школу при киностудии «Мосфильм» (1940), до войны был актёром труппы Центрального Театра Красной Армии. С 1941 по 1945 год Алексеев участвовал в Великой Отечественной войне. После демобилизации работал на киностудии «Мосфильм» и в Театре-студии киноактёра (1945—1989). Работал на дубляже, озвучил около пятисот фильмов, с 1965 года — режиссёр дубляжа и укладчик текста. Заслуженный артист РСФСР (1986).
Наиболее известен по своим ролям: Добродомов (Повесть о «Неистовом»), Метакса («Адмирал Ушаков» и «Корабли штурмуют бастионы»), Вильгельм Вольф («Год как жизнь»), Аким («По тонкому льду»), директор школы («Вечный зов»), Барту («Чичерин»).
Скончался 16 мая 1998 года в Москве после продолжительной болезни. Похоронен на кладбище «Ракитки».

## Фильмография
- 1931 — Шторм
- 1938 — Новая Москва — инженер
- 1940 — Закон жизни — Игорь Саратовский
- 1942 — Белорусские новеллы — танкист
- 1942 — На зов матери
- 1946 — Наше сердце — инженер
- 1947 — Рядовой Александр Матросов — солдат
- 1947 — Поезд идёт на восток — геолог
- 1947 — Повесть о «Неистовом» — Добродомов
- 1948 — Сталинградская битва
- 1948 — Повесть о настоящем человеке — врач
- 1949 — Счастливый рейс — шофёр
- 1950 — Донецкие шахтёры — начальник комбината
- 1953 — Таинственная находка — Степан Головин
- 1953 — Корабли штурмуют бастионы — Метакса
- 1953 — Застава в горах — Устинов, майор
- 1953 — Адмирал Ушаков — Метакса
- 1954 — Опасные тропы — капитан милиции
- 1955 — Дорога — майор
- 1955 — Звёзды на крыльях — Сергей Павлович
- 1956 — За власть Советов — генерал
- 1956 — Авиценна — Абдулла
- 1957 — Тайны мудрого рыболова — Иван Гаврилович
- 1957 — Ночной патруль — Субботин
- 1958 — Сегодня увольнения не будет — Гвелесиани, полковник
- 1960 — Северная радуга — Гасан-хан
- 1961 — Алые паруса — Пантен[5]
- 1961 — Академик из Аскании — Аркадий Лиманцев
- 1963 — Именем революции — Владимир Бонч-Бруевич
- 1963 — Армия «Трясогузки» — полковник
- 1965 — Пущик едет в Прагу — директор школы
- 1965 — Год как жизнь — Вильгельм Вольф
- 1966 — По тонкому льду — Аким
- 1967 — Места тут тихие — командующий
- 1968 — Освобождение — Василий Кузнецов, генерал-полковник
- 1969 — Я его невеста — судья
- 1970 — Чёртова дюжина — эпизод
- 1972 — Бой с тенью — эпизод
- 1972 — Наковальня или молот
- 1973 — Вечный зов — Николаев
- 1976 — Слово для защиты — судья
- 1977 — Счёт человеческий — зам. министра
- 1977 — Мимино — прокурор
- 1978 — Иванцов, Петров, Сидоров — Голубев
- 1979 — Старые долги — Тихон Орлов
- 1981 — От зимы до зимы — доктор
- 1981 — Они были актёрами — председатель военного трибунала
- 1983 — Торпедоносцы — командующий
- 1986 — Чичерин — Луи Барту

## Озвучивание и дублирование фильмов

### Илай Уоллак
- 1966 — Как украсть миллион — Дэвис Лилэнд[3]
- 1969 — Золото Маккенны — Бен Бейкер[3]

### Мартин Болсам
- 1971 — Признание комиссара полиции прокурору республики — Бонавиа, комиссар полиции[3][6]
- 1980 — Следствие с риском для жизни — префект Марторана[3]

### Александру Добреску
- 1974 — Комиссар полиции обвиняет[3] — Адвокат Марин (дубляж киностудии «Мосфильм», 1975 г.)
- 1978 — Реванш — Адвокат Марин[3] (дубляж киностудии «Мосфильм», 1980 г.)

### Другие фильмы
- 1948 — Пармская обитель — Ферранте Палла (Аттилио Доттезио)[3]
- 1950 — Расёмон — дровосек Кикори (Такаси Симура)[3]
- 1950 — Всё о Еве — Эддисон Девитт (Джордж Сандерс)[3]
- 1957 — Земляничная поляна — доктор Исак Борг (Виктор Шёстрём)[3][6] (дубляж киностудии «Мосфильм», 1965 г.)
- 1960 — Спартак — Спартак (Кирк Дуглас)[3][6] (дубляж киностудии «Мосфильм», 1967 г.)
- 1960 — Великолепная семёрка — Иларио (Хорхе Мартинес де Ойас)[3]
- 1964 — Анжелика — маркиза ангелов — Пьер де Марка, архиепископ Тулузский (Жак Кастело)[3] (дубляж киностудии «Мосфильм», 1969 г.)
- 1964 — Грек Зорба[3] — Алексис Зорба (Энтони Куинн)
- 1965 — Фараон — Херихор (Пётр Павловски)[3]
- 1966 — Венгерский набоб — Янош Карпати (Ференц Бешшеньеи)[3]
- 1972 — Секрет племени Бороро[3][кто?]
- 1973 — О, счастливчик![3] — Монти / сэр Джеймс Бёрджес (Ральф Ричардсон)
- 1975 — Уважаемые люди — Антонио Беллокампо (Джеймс Мейсон)[3]
- 1975 — Побег — Харрис Вагнер (Джон Хьюстон)[3]
- 1976 — Опасная погоня — Тонами (Хидэдзи Отаки)[3]
- 1979 — Переход —  немецкий майор  (Роберт Браун)[3]
- 1981 — Для любителей решать кроссворды — начальник исправительного учреждения (Гиви Тохадзе)[3]

## Режиссёр дубляжа[7]
- Земляничная поляна[3]
- Операция «Святой Януарий»
- Распятый остров
- Всё на продажу
- Четыре дня Неаполя
- Господин Крюшо в Нью-Йорке[3]
- Красные поляны
- Подсолнухи
- Жил певчий дрозд[3]
- Задержанный в ожидании суда[3]
- Секрет племени Бороро[3]
- Новые центурионы[3]
- Торговцы смертью[3]
- Элвис, Элвис[3]
- Мачеха Саманишвили[3]
- Несколько интервью по личным вопросам
- Жизнь прекрасна[3]
- Карл Маркс. Молодые годы
- Для любителей решать кроссворды[3]
- Голубые горы, или Неправдоподобная история[3]